# 石亭街道
石亭街道，原为石亭镇，是中华人民共和国福建省漳州市芗城区下辖的一个乡镇级行政单位。2021年5月24日，撤镇设街道。

## 行政区划
石亭街道下辖以下地区：
芦山园社区、寮里村、田边村、董坑村、后园村、秋坑村、吴门村、南山村、洋尾村、龙秋村、安山村、埔尾村、塘边村、高坑村、乌石村、仙景村、北星村、北斗村、新厝村、蔡坑村、下高坑村、丰乐村、蔡前村、下苍村和香坂村。